# Вилворде
Вилворде (хол. Vilvoorde) је општина у Белгији у региону Фландрија у покрајини Фламански Брабант. Према процени из 2007. у општини је живело 37.964 становника.

## Становништво
Према процени, у општини је 1. јануара 2015. живело 42.418 становника.
| 1984. | 2000. | 2010. | 2015. |
| ----- | ----- | ----- | ----- |
| 33085 | 34982 | 39628 | 42418 |

## Партнерски градови
- Енепетал
- Миделбург